# Thysanorea
Thysanorea är ett släkte av svampar. Thysanorea ingår i familjen Herpotrichiellaceae, ordningen Chaetothyriales, klassen Eurotiomycetes, divisionen sporsäcksvampar och riket svampar.
|            | Phialophora                          |
|            |                                      |
|            | Fonsecaea                            |
|            |                                      |
|            | Rhinocladiella                       |
|            |                                      |
|            | Exophiala                            |
|            |                                      |
|            | Pleomelogramma                       |
|            |                                      |
|            | Capronia                             |
|            |                                      |
| Thysanorea | \| \| Thysanorea papuana \| \| \| \| |
|            | \| \| Thysanorea papuana \| \| \| \| |
|            | Cladophialophora                     |
|            |                                      |
|            | Phaeomoniella                        |
|            |                                      |
|            | Metulocladosporiella                 |
|            |                                      |
|            | Phaeococcomyces                      |
|            |                                      |
|            | Sorocybe                             |
|            |                                      |
|            | Nadsoniella                          |
|            |                                      |
|            | Thysanorea papuana                   |
|            |                                      |

|  | Thysanorea papuana |
|  |                    |